# 牛樟芝
牛樟芝（學名：Taiwanofungus camphoratus），簡稱樟芝，又名牛樟菇、樟菇、窟內菰、神明菇，是擔子菌門傘菌綱多孔菌目台芝屬的一種多孔菌類，也是臺灣特有的藥用真菌，在野外只生長於臺灣特有的牛樟樹幹內中空的心材上，百年以上的牛樟樹幹腐朽之心材內壁，或枯死倒伏之牛樟樹木材潮濕表面，其生長環境均屬於幽暗、潮濕且溫度稍低之中海拔地區，生長緩慢，要產生子實體的時間相當長。
數十年前，經口耳相傳，一些山區居民把樟芝當做藥用真菌使用，引起人們高度重視，而成為臺灣重要的生技產業，則是本世紀的事。

## 生物特徵
牛樟芝為多年生多孔菌類，子實體形態多變化，有板狀、鐘狀、馬蹄狀或塔狀；初生時鮮紅色，漸長變為淡紅褐色、淡褐色或淡黃褐色。牛樟芝為臺灣特有種，又稱樟芝、樟菇、樟菰等，在天然狀況下只生長在臺灣特有的常綠闊葉大喬木牛樟樹幹內中空的心材上，世界上僅原生於台灣，海拔由200至1500公尺都可看到它的蹤跡。牛樟的木材味極芳香且質硬，亦為上等的雕刻用材，目前已是瀕危受保護的植物。由Geethangili和Tzeng的文獻回顧中提及台灣原住民早期喜食用牛樟芝解宿醉、治肝硬化、肝發炎、解毒、肚痛、腹瀉、皮膚搔癢、感冒、高血糖、高血壓、腫瘤、改善疲勞、增強體力等。

## 栽培技術
自1991年之後，牛樟芝的研究開始起步，2000年之後漸受重視，目前牛樟芝人工培植除了段木栽培法外，生技公司大多透過液體培養法 和固態培養法生產產品，好的技術可以透過此兩種方法提供較為價廉物美的保健食品，也不會造成砍樹的環保顧慮。2006年，大葉大學何偉真教授將研發成功之牛樟芝段木人工量產栽培技術以產學合作方式轉移業者應用，開始了企業化生產。之後由於企業對技術門檻較低的牛樟芝段木栽培技術保護不周，加上後來工研院產業學院的開班授課，牛樟芝段木人工栽培因而普遍，此無形中亦助長了牛樟樹被盜伐的悲慘命運。也因牛樟木材取得不易價格高漲，許多替代木材陸續被開發出來應用於牛樟芝的生產。在臺灣森林內，牛樟芝與牛樟樹為特殊之寄生關係，也就是說天然狀況下牛樟芝不生長於其他樹種。但是，人工培養時，牛樟芝可以生長在某些其他樹種之木材上，如香樟、黃樟、福州杉等。液態及固態培養法基本上以生產菌絲體為主。可是人工固態培養基上也可以培養出年輕的子實體。

## 生理活性成分
牛樟芝的藥用生理活性非常廣泛且顯著，因此研究者眾，至2012年為止，至少已被分離和鑑定出有78種之多，其中三萜類有39種，有31種已確定其化學構造。牛樟芝所含的化合物大致可歸類為多醣體、三萜類及固醇類、苯類、苯醌衍生物、馬來酸和琥珀酸的衍生物等。許多第一次被發現和命名的成分都以牛樟芝學名中之屬名開頭，例如Antcin、Antrocin、Antrodin、Antrocamphin、Antroquinonol。
不論段木栽培的牛樟芝子實體或固態和液態培養的牛樟芝菌絲體都曾被發現具有抗氧化、抗發炎、保肝、抗酒精性肝炎、抗過敏、降三高、保護神經及抗癌等的特性，雖然不同研究標的之間，成分及效果可能相異。固態培養的牛樟芝菌絲體，顯示與癌症化療藥物cisplatin (10μM) 或 mitomycin (10μM)合併使用時，對抗肝癌細胞C3A 和 PLC/PRF/5有顯著協同輔助效果。與化療藥物 Trichostatin A (TSA)協同抗癌效果顯著；與化療藥物paclitaxel (Taxol紫杉醇)合用對毒殺卵巢癌細胞具有極顯著增強效果(Liu et al.,2011)。牛樟芝和抑制高血脂的藥Lovastatin合用時也有輔助毒殺癌細胞的效果(Yao et al, 2009)。因此，牛樟芝是既能提高化療藥物治療效果，又能降低藥物對人體的傷害。 Wu 等人的研究也顯示固態培養的牛樟芝菌絲體乙醇萃出物(0.2–2%, v/v)，對人類非小細胞肺癌A549有顯著抑制細胞分裂之效果，但對人類正常之胚胎初生成纖細胞( primary human fetal lung fibroblast MRC-5 cells)則無害，此研究說明了牛樟芝的有效成分對癌細胞是具有選擇性的，不會傷害正常細胞。相類似的報告，Hseu等人也提出液態培養的牛樟芝菌絲體水萃物，對血癌HL-60細胞具顯著毒殺效果，但不影響人類正常內皮細胞(human endothelial cells)的生長。

## 命名及分類
- 1989年，時任臺北醫學院微生物免疫學科副教授、研究藥用真菌的蘇慶華到中國大陸南京出席關於食用菌的國際會議，他帶去一塊賴敏男贈送的牛樟芝（1978年採集自臺灣苗栗縣南庄山區），想請昆明植物研究所教授臧穆鑑定種類，可臧穆並未與會。蘇慶華因此在住宿的金陵飯店寫了封信，連同樟芝標本托人帶給臧穆[1]。
- 1990年底，臧穆及蘇慶華共同在《昆明植物研究》發表牛樟芝為新種：Ganoderma camphoratum M. Zang & C.H. Su，模式標本存放于昆明植物研究所標本館[14]。然而，在發表這個新種時，描述上有些錯誤，最明顯的是把一種表面有刺狀突起的外來雜菌孢子當成牛樟芝孢子，因而誤把牛樟芝歸為靈芝屬（Ganoderma）；另將其寄主樹種誤寫為樟樹（Cinnamomum camphora）。不過根據《國際藻類、真菌和植物命名法規》的條例，這些錯誤可以允許，但須澄清。
- 1995年，臺灣林業試驗所研究員張東柱等人也發表樟芝為新種：Antrodia cinnamomea T.T. Chang & W.N. Chou[15]。科博館研究員吳聲華借了這兩次新種發表的模式標本進行研究，證實都是牛樟芝，且在 Ganoderma camphoratum 模式標本上看到牛樟芝的擔子及擔孢子。依據《國際藻類、真菌和植物命名法規》命名先取權的規定，吳聲華認為牛樟芝應該採用1990年發表的學名。國際多孔菌權威芮瓦爾登（Leif Ryvarden）支持這一觀點，並取得張東柱的同意，三人於1997年共同發表論文，承認1990年第一次發表的有效及合法性。但因牛樟芝並非為靈芝屬（Ganoderma），其形態特徵比較符合薄孔菌屬（Antrodia），必須做學名的新組合（new combination）處理，歸類為 Antrodia，採用1990年發表學名的種小名，改牛樟芝學名為 Antrodia camphorata (M. Zang & C.H. Su) Sheng H. Wu, Ryvarden & T.T. Chang[16]。
- 2003年，吳聲華等人發現牛樟芝並非 Antrodia 屬，雖然一些形態特徵相似，但與 Antrodia 的親緣關係不近。2004年吳聲華等人發表論文，提出牛樟芝屬於獨立的新屬：台芝屬（Taiwanofungus），牛樟芝學名也因此而改為 Taiwanofungus camphoratus (M. Zang & C.H. Su) Sheng H. Wu, Z.H. Yu, Y.C. Dai & C.H. Su[3]。之後，國際上的相關分類學論文均支持Taiwanofungus 的屬級分類地位，不存異議[17][18]。Antrodia 與 Taiwanofungus 有幾項顯著不同的特徵：Taiwanofungus 對寄主種類具有高度專一性，Antrodia 沒有；Taiwanofungus 子實體有苦味，Antrodia 無苦味；Taiwanofungus 骨骼菌絲略有類澱粉質反應，Antrodia 則無。Taiwanofungus的培養菌絲體可產生節孢子（arthroconidia）以及厚壁孢子（chlamydospores）兩類無性孢子，Antrodia 則不會產生這兩種孢子；Taiwanofungus 的交配型（mating type）是四極性（tetrapolar），Antrodia 是二極性（bipolar）；Taiwanofungus 的擔孢子為小型，而Antrodia 的擔孢子則較大[3]。
- 由於1990年牛樟芝的新種首次發表，在特徵描述上有些錯誤，各界對於樟芝學名的種小名應該是1990年發表的 camphoratum 抑或1995年發表的 cinnamomea，爭議不曾間斷[19]。由於對其名稱使用的不一致，因而對於學術研究結果的發表及商品名稱的標示都帶來困擾。為了徹底解決問題，2012年多位學者聯名向《分類學》期刊提案請求裁決[1][20]。2015年初國際植物分類協會真菌命名委員會經充分討論之後進行投票表決，結果以12票贊成、3票反對、2票棄權通過 Ganoderma camphoratum 作為牛樟芝的基名（basionym，一個物種的原始學名），即樟芝拉丁學名的種小名是 camphoratum。此裁決結果連同詳細的裁決理由刊登於2017年4月的《分類學》期刊，並于同年7月下旬在深圳舉行的第19屆國際植物學大會上予以公告，樟芝學名爭議至此告終[2][21]。Taiwanofungus camphoratus 為牛樟芝唯一且合法之學名[2]。

## 產業
- 市面上牛樟芝有20至30種產品，其中共有13項通過衛生署食品藥物管理健康食品認證[22][23]。

- 根據2019食品產業年鑑報告[24]，牛樟芝2018年市場銷售規模達22億臺幣，僅次於乳酸菌類產品，並且與草本複方產品、酵素類等產品規模相當，躍為國內主要的膳食補充品種類[25]。

## 爭議
- 經濟部生技中心委託昌達生技，進行91天的動物實驗，老鼠接受口服牛樟芝子實體粉末木的牛樟芝子實體(Fruiting body)粉末，按體重每公斤給予200、600、2000毫克3種劑量。如換算成60公斤的人體，約等同每天口服12、36、120公克牛樟芝子實體乾重後，連續90天後，老鼠並無死亡，但出現腎上腺細胞異常增生、空洞化，恐對肝、卵巢造成傷害，對腎上腺具部分毒性。該消息經媒體披露後，立委質詢時任經濟部長張家祝，經濟部早在2012年2月就得知研究結果，為何不對外公布？是否有意隱匿？張家祝表示，經濟部並不是要隱匿，該研究尚未取得最終結論，若逕行公布，可能會引起不必要的誤會，甚至誤導民眾。
- 2016年7月開始，台灣官方機構衛生福利部全面要求所有上市的食品使用牛樟芝為原料時，食品業者應具備該原料之詳細加工或製造過程、規格及90天餵食毒性試驗報告等相關證明文件，上市前送衛生福利部備查。
- 上述動物實驗結果經媒體披露後，已故毒物專家林杰樑一再強調目前牛樟芝研究正反雙方的結果都曾被發表，衛生署也核准了三家廠商之健康食品標章，因此為了維護國民健康，在未來進行老鼠食用90天的安全報告，應該可以進一步釐清牛樟芝產品是否有毒性了[26][27]。此說法與記者之報導明顯不同。

- 牛樟芝在2015年由中國大陸公告列入台灣使用二十年以上中藥材，允許輸入大陸地區。2017年由台灣中華海峽兩岸牛樟芝產業發展協會組織台灣12家牛樟芝廠商向福建省食品藥品監督管理局遞交申請並制定輸入檢驗檢疫標準。依大陸國家食品藥品監督管理局公告，牛樟芝尚未列入食品、保健品可使用原料目錄。

- 台灣衛福部公告食品使用之牛樟芝原料自105年7月11日起應事先備查

牛樟芝為臺灣特有真菌，為有效及合理管理牛樟芝食品，確保消費者選購產品之權益，經衡酌市售產品態樣、科學實證等因素，衛生福利部於104年7月10日公告訂定「牛樟芝食品管理及標示相關規定」。
(一) 規定
依據「牛樟芝食品管理及標示相關規定」公告內容，食品使用牛樟芝為原料時，食品業者應具備該原料之詳細加工或製造過程、規格及90天餵食毒性試驗報告等相關證明文件，上市前送衛生福利部備查，前述備查規定將於105年7月11日施行。
(二) 罰則
業者未依「牛樟芝食品管理及標示相關規定」檢齊相關資料，於產品上市前向衛生福利部申請備查，依食安法第47條第11款規定，得處新臺幣3萬元以上300萬元以下罰鍰；以未經備查之牛樟芝原料製造食品，如未經證明為無害人體健康，將依違反食安法第15條第1項第9款處辦，依同法第44條第1項第2款處新臺幣6萬元以上2億元以下罰鍰。